# 克劳德·罗斯坦
克劳德-弗朗索瓦·罗斯坦（法語：Claude-François Rostain，1916年12月16日—2015年2月10日），法国外交官，曾任安道尔大公代表。

## 生平
1916年12月16日生于东比利牛斯省里亚西拉克。
1966年至1968年任法国驻多哥大使。
1970年至1972年任法国驻尼日尔大使。
1972年12月11日至1977年任安道尔大公法兰西代表。
2015年2月10日卒于洛特省卡奥尔。
| 前任： 于贝尔·迪布瓦 | 安道尔大公法兰西代表 1972—1977 | 繼任： 安德烈·普吕内-福煦 |